# Músicos, poetas y locos (Los Prisioneros)
Músicos, poetas y locos es un álbum de grandes éxitos del grupo chileno Los Prisioneros. Fue publicado en 2003 como parte de Músicos, poetas y locos, una serie de trabajos recopilatorios que lanzó al mercado la empresa discográfica EMI.

## Carátula
En la portada del disco se puede ver en los costados, superior derecho e inferior izquierdo,  imágenes de los integrantes de la banda (Jorge González, Claudio Narea y Miguel Tapia), junto con el logotipo de la colección (una oreja en blanco y negro).

## Lista de canciones
El tracklist es similar al de Antología, su historia y sus éxitos (2001).
1. «El baile de los que sobran» 4:58
2. «Sexo» 4:17
3. «Tren al sur» 4:08
4. «Pa pa pa» 3:19
5. «¿Por qué no se van?» 2:59
6. «Él es mi ídolo» 3:47
7. «Paramar» 3:25
8. «Corazones rojos» 3:10
9. «Que no destrocen tu vida» 4:01
10. «La voz de los '80» 4:02
11. «Quieren dinero» 4:40
12. «We are sudamerican rockers» 3:34
13. «Muevan las industrias» 3:51
14. «Maldito sudaca» 2:15
15. «Estrechez de corazón» 4:55
16. «¿Por qué los ricos?» 4:36
17. «Las sierras eléctricas» 4:22
18. «De la cultura de la basura» 3:06
19. «Amiga mía» 4:01
20. «Estar solo» 4:05

- Nota: Gran parte de las canciones están acortadas en tiempo, esto, para que pudieran caber en el disco.

- Datos: Q5393391